# Duvbo (Stockholms tunnelbana)
Duvbo ist eine unterirdische Station der Stockholmer U-Bahn. Sie befindet sich im Stadtteil Centrala Sundbyberg der Gemeinde Sundbyberg. Die Station wird von der Blå linjen des Stockholmer U-Bahn-Systems bedient. Sie gehört zu den eher mäßig frequentierten Stationen des U-Bahn-Netzes. An einem normalen Werktag steigen 2.500 Pendler hier zu.
Die Station wurde am 19. August 1985 als 98. Station der Tunnelbana in Betrieb genommen, als der Abschnitt der Blå linjen zwischen Västra skogen und Rinkeby eröffnet wurde. Der Bahnsteig befindet sich ca. 20–35 Meter unter der Erde. Die Station liegt zwischen den Stationen Sundbybergs centrum und Rissne. Bis zum Stockholmer Hauptbahnhof sind es etwa acht Kilometer.